# الورا (تنسی)
الورا (به انگلیسی: Elora) یک منطقهٔ مسکونی در ایالات متحده آمریکا است که در Lincoln County واقع شده‌است. الورا ۲۸۲٫۸۶ متر بالاتر از سطح دریا واقع شده‌است.